# Thibaut Courtois
Thibaut Nicolas Marc Courtois (* 11. Mai 1992 in Bree) ist ein belgischer Fußballtorwart. Er steht bei Real Madrid unter Vertrag und ist belgischer Nationalspieler. Er gewann zwei Meisterschaften in der englischen Premier League und drei in der spanischen Primera División und wurde 2022 sowie 2024 mit Real Madrid Sieger der UEFA Champions League. Courtois gilt als einer der besten Torhüter seiner Generation, er wurde dreimal als Welttorhüter des Jahres ausgezeichnet.

## Karriere

### Im Verein

#### Jugend und KRC Genk
Courtois kam als Sohn der belgischen Volleyballprofis Gitte und Thierry Courtois zur Welt. Anders als seine Geschwister entschied er sich, Fußball zu spielen und begann damit als Fünfjähriger beim Bilzen VV in der gleichnamigen Stadt, die sich südlich von Genk und ca. 40 km entfernt von Bree befindet. Dort blieb er drei Jahre und wechselte im Alter von acht Jahren in die Jugendabteilung des KRC Genk. Anfangs spielte er dort als linker Verteidiger und wurde nach eigenen Angaben erst in der Altersklasse der Zehn- bis Elfjährigen Torwart.
Sein Debüt im Tor der Profimannschaft gab er wenige Jahre später im Alter von 16 Jahren beim 2:2 am 17. April 2009 im Ligaspiel gegen die KAA Gent. Er war als einer von sechs Torhütern des Vereins in die Saison gestartet. Nachdem Logan Bailly und Sinan Bolat den Verein zur Winterpause verlassen hatten, Davino Verhulst zwischenzeitlich suspendiert worden und Sem Franssen verletzt war, erhielt er den Vorzug vor dem gleichaltrigen Koen Casteels und kam zu seinem ersten Pflichtspieleinsatz. Es blieb sein Einziger bis zum Saisonende und auch darüber hinaus, denn er verbrachte die komplette Saison 2009/10 bei der zweiten Mannschaft des KRC Genk.
Zu Beginn der Saison 2010/11 hatte der damalige Trainer Franky Vercauteren erneut ein Torwartproblem, da Verhulst verletzt war und es Schwierigkeiten beim Transfer von László Köteles gab. Deshalb spielte Courtois zunächst sowohl in der Europa-League-Qualifikation gegen Inter Turku als auch in den ersten drei Ligaspielen. Nach diesen Spielen verlängerte er am 17. August 2010 seinen Vertrag bis 2014, obwohl ihm zuvor u. a. ein Angebot der TSG Hoffenheim vorgelegen haben soll. Zwei Tage danach verlor er mit Genk das Hinspiel der Europa-League-Play-offs mit 0:2 und das Rückspiel eine Woche später mit 2:4 gegen den FC Porto, der den Wettbewerb später gewann. Im weiteren Verlauf der Saison bestritt er alle 40 möglichen Ligaspiele und wurde mit Genk überraschend vor dem punktgleichen Standard Lüttich – die Anzahl der Punkte aus der regulären Saison war ausschlaggebend – belgischer Meister. Aufgrund seiner Leistungen während der Saison und insgesamt nur 39 Gegentreffern wurde er zu Belgiens Torhüter des Jahres gewählt und auch zum besten Spieler der Saison des KRC Genk.

#### Auf Leihbasis in Madrid

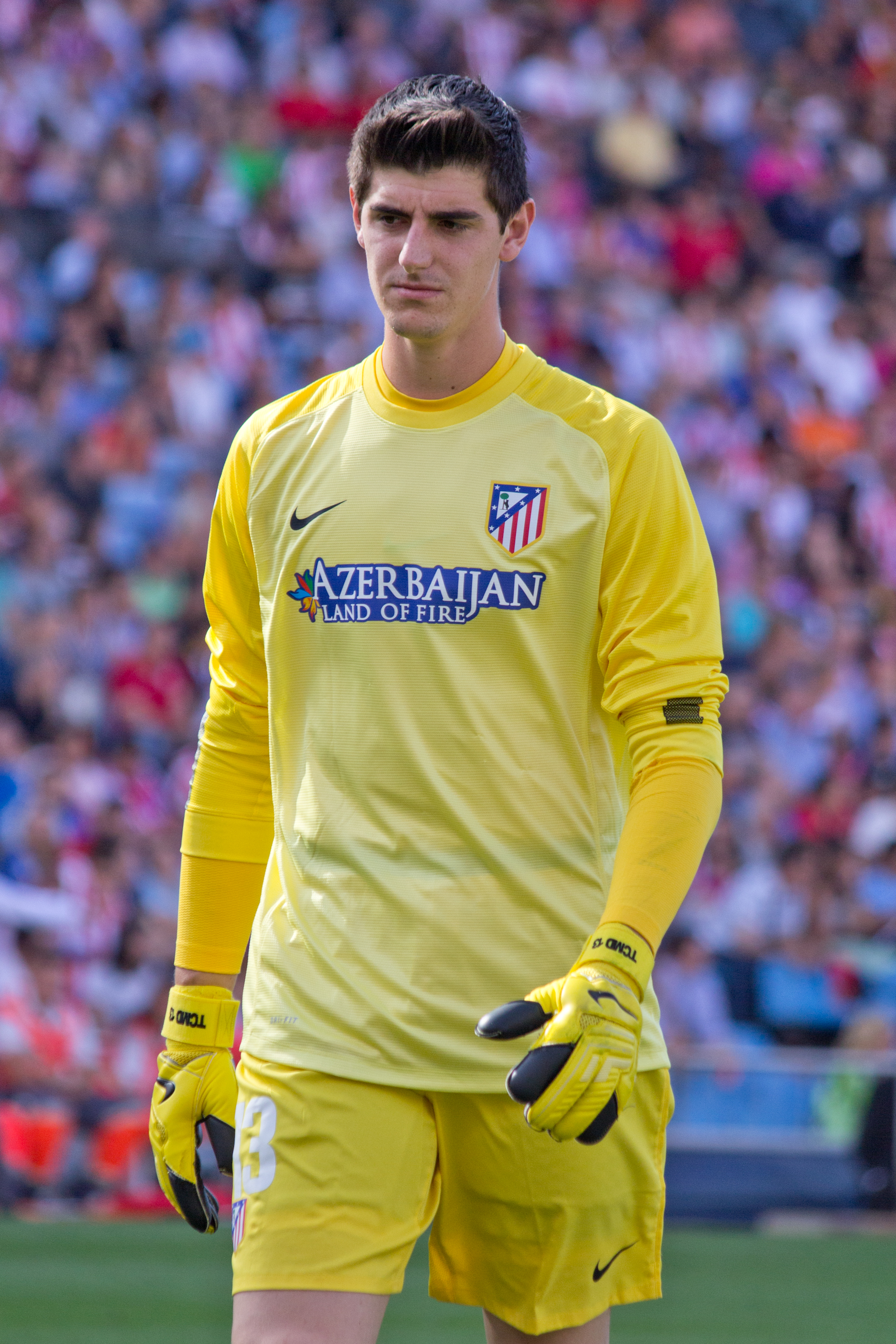
Thibaut Courtois im Trikot von Atlético Madrid (2013)

Im Juli 2011 erwarb der FC Chelsea für eine Ablösesumme von circa neun Millionen Euro die Transferrechte an Courtois und verlieh ihn direkt an Atlético Madrid. Dort sollte er Spielpraxis und Erfahrung sammeln, um später die Nachfolge von Petr Čech bei Chelsea anzutreten. Dazu äußerte sich der Torhüter und wird mit folgenden Worten zitiert:

„Chelsea sieht mich als Nachfolger von Petr Čech. Es wird zwar nicht in ein oder zwei Jahren passieren, aber in drei, vier oder fünf Jahren...“

Bei Atlético trat er die Nachfolge von David de Gea an, der zu Manchester United gewechselt war. Als neuer Stammtorhüter nahm er in seinen ersten Partien – in der Europa League gegen Vitória Guimarães und in den ersten vier von sechs der Liga – keine Gegentore hin. Auch in der Zeit von Januar bis Februar blieb er insgesamt 578 Minuten ohne Gegentor, ehe er beim 1:1-Unentschieden gegen Sporting Gijón überwunden wurde. Am Ende der Saison 2011/12 wurde er mit Atlético Tabellenfünfter und erreichte das Finale der UEFA Europa League. Im Finale traf er mit Madrid auf Athletic Bilbao und gewann mit 3:0. Kurz nach Gewinn der Europa League wurde die Leihe an Madrid um ein weiteres Jahr verlängert. Nach Ende der Sommerpause traf er am 31. August im UEFA Super Cup auf den Champions-League-Sieger, seinen eigentlichen Arbeitgeber, den FC Chelsea. Das Duell der beiden Europapokalsieger aus dem Vorjahr gewann er mit Atlético 4:1. In der Saison 2012/13 wurde Courtois mit seinem Team Dritter in der Liga und spanischer Pokalsieger. Im Finale schlug man den Stadtrivalen Real Madrid. Im Juni 2013 wurde das Leihgeschäft um ein drittes Jahr verlängert. 2013/14 gewann er mit Atletico erstmals die spanische Meisterschaft und wurde zum zweiten Mal als bester Torhüter der Liga ausgezeichnet. Im Halbfinale der Champions League traf er wieder auf Chelsea und gewann abermals (3:1), nachdem die UEFA klargestellt hatte, dass Chelsea keinerlei Einfluss auf den Einsatz Courtois’ nehmen dürfe, musste sich im Finale dem Stadtrivalen Real Madrid mit 1:4 (n. V.) beugen.

#### FC Chelsea
In der Saison 2014/15 stand Courtois erstmals im Kader des FC Chelsea. Dort setzte er sich zu Saisonbeginn gegen Petr Čech – seit zehn Jahren Stammtorhüter – durch und stand beim 3:1-Auswärtssieg gegen den FC Burnley am ersten Spieltag im Tor der Blues. Im September 2014 unterschrieb Courtois einen neuen Fünfjahresvertrag bis zum 30. Juni 2019. Am 1. März 2015 feierte er den Gewinn des League Cup nach dem Sieg über den Stadtrivalen Tottenham Hotspur, er selbst saß im Finale auf der Bank. Als weitere Titel mit dem Klub folgten der Gewinn der englischen Meisterschaft in den Jahren 2015 und 2017 sowie der des englischen Pokals in seinem letzten Jahr in London.

#### Rückkehr nach Madrid
Zur Saison 2018/19 kehrte Courtois nach Madrid zurück und unterschrieb bei Real Madrid einen Vertrag mit einer Laufzeit bis zum 30. Juni 2024. 2020 wurde er unter Trainer Zinédine Zidane spanischer Meister. In der Saison 2020/21 stand er in allen 38 Ligaspielen im Tor sowie allen 12 Champions-League-Spielen und dem Halbfinale im Superpokal, was Real verlor. Lediglich im nationalen Pokal wurde er nicht eingesetzt. Am 16. August 2021 verlängerte Courtois seinen Vertrag bis zum Saisonende 2026. Am 28. Mai 2022 gewann er unter dem neuen Trainer Carlo Ancelotti die UEFA Champions League 2021/22. Im Finale besiegten die Madrilenen den FC Liverpool mit 1:0. Courtois wurde dabei zum Man of the Match gewählt und von der Presse als „unglaublicher Gigant“, „herausragend“ und „kolossal“ bezeichnet. In derselben Saison wurde er zum zweiten Mal spanischer Meister mit Real. Im Oktober 2022 wurde er von der Zeitschrift France Football mit der Jaschin-Trophäe als weltbester Torhüter des Jahres ausgezeichnet.

### In der Nationalmannschaft

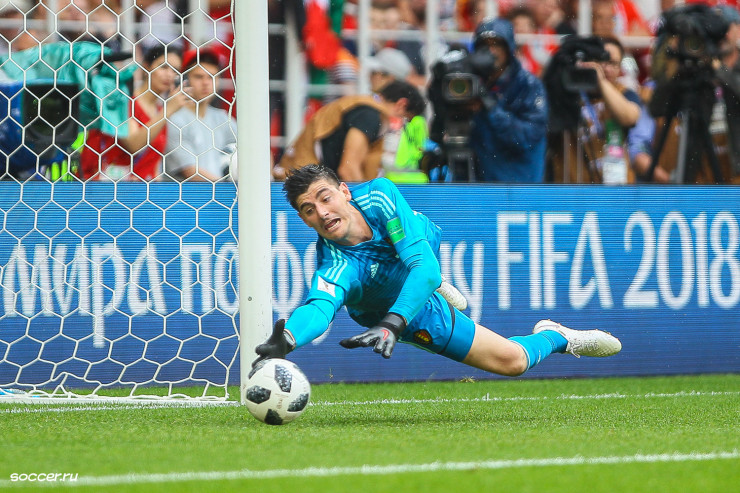
Courtois bei der Weltmeisterschaft 2018

In den Jahren 2009 und 2010 bestritt Courtois vier Freundschaftsspiele für die belgische U-18-Auswahl. Im Jahr darauf wurde er für das Freundschaftsspiel gegen Slowenien erstmals in den Kader der A-Nationalmannschaft berufen und gab wenig später gegen Frankreich sein Debüt. Dabei spielte er über die volle Länge und musste keinen Gegentreffer hinnehmen, das Spiel endete 0:0. In seinem zweiten Länderspiel gegen Montenegro zog er sich eine Knieverletzung zu, sodass er in der 50. Minute gegen Jean-François Gillet ausgewechselt werden musste. Wenige Monate später stand er aber gegen die Niederlande zum zweiten Mal über die volle Spielzeit und ist seitdem die Nummer 1 im belgischen Tor.
In der Qualifikation für die WM 2014 in Brasilien bestritt er alle 10 Spiele. Nach 8 Spielen hatte er nur 2 Gegentore zu verzeichnen und so war im vorletzten Spiel mit dem 2:1-Sieg gegen Kroatien die WM-Teilnahme gesichert. Danach wurde Courtois von Marc Wilmots als Stammtorwart in den WM-Kader aufgenommen. Er erreichte mit Belgien das Viertelfinale, in dem man gegen den späteren Vizeweltmeister Argentinien mit 0:1 ausschied. Dabei stand er in allen fünf belgischen Spielen im Tor.
In den folgenden Jahren blieb Courtois unumstritten im Tor. In der Qualifikation für die Fußball-Europameisterschaft 2016 bestritt er acht Spiele, die letzten beiden Partien verpasste er wegen einer Meniskusverletzung. Das 0:1 gegen Wales bei seinem 31. Nationalmannschaftseinsatz am 12. Juni 2015 war erst die zweite Niederlage in seinem 31. Länderspiel. Trotzdem qualifizierte sich das Land souverän und stand sogar zeitweise auf Platz 1 der FIFA-Weltrangliste. Trainer Marc Wilmots nominierte Courtois Ende Mai 2016 als Nummer 1 für den belgischen Kader für die EM in Frankreich. Er bestritt alle fünf Partien bis zum Ausscheiden des Teams im Viertelfinale. Er nahm mit der Nationalmannschaft auch an der Weltmeisterschaft 2018 teil, bei der sie nach einem 2:0-Sieg gegen England im Spiel um Platz 3 Dritter wurde. Er selbst wurde mit dem Goldenen Handschuh als bester Torhüter des Turniers ausgezeichnet.
Courtois stand in allen vier Spielen der Nations-League-Spielen im Tor. Bei den Qualifikationsspielen zur Europameisterschaft stand er bei neun von zehn Spielen auf dem Platz. Lediglich beim letzten Spiel gegen Zypern fehlte er; die Qualifikation war bereits erreicht.
Bei der infolge der COVID-19-Pandemie erst 2021 ausgetragenen Europameisterschaft 2020 gehörte er zum belgischen Kader und stand in allen Spielen (drei Gruppenspiele, Achtel- und Viertelfinale) im Tor. Ebenso gehörte er bei der Weltmeisterschaft 2022 zum belgischen Kader und stand in den drei Gruppenspielen im Tor. Dabei hielt er im Spiel gegen Kanada einen Elfmeter. Das 3. Gruppenspiel gegen Kroatien war sein 100. Länderspiel. Als Gruppendritter schied Belgien aus der WM aus.
Courtois trat im August 2024 nach insgesamt 102 Spielen für die Roten Teufel als Nationaltorhüter zurück. Ein entscheidender Grund für diesen Schritt seien Differenzen zwischen ihm und Trainer Domenico Tedesco. Nach der Entlassung von Tedesco kehrte Courtois im März 2025 unter dem neuen Trainer Rudi Garcia in die Nationalmannschaft zurück. Aus Protest über die aus seiner Sicht zu leichte Rückkehr von Courtois trat Koen Casteels – während Courtois’ Abwesenheit Stammtorhüter der Belgier – aus der Nationalmannschaft zurück.

## Titel

### Verein
International
- Champions-League-Sieger (2): 2022, 2024
- Europa-League-Sieger: 2012
- Klub-Weltmeister: 2018
- Interkontinental-Pokalsieger: 2024 (Real Madrid)
- UEFA-Super-Cup-Sieger (3): 2012 (Atlético Madrid), 2022, 2024 (beide Real Madrid)

Belgien
- Meister: 2011
- Pokalsieger: 2009 (ohne Einsatz)

Spanien
- Meister (4): 2014 (Atlético Madrid), 2020, 2022, 2024 (alle Real Madrid)
- Pokalsieger (2): 2013 (Atlético Madrid), 2023 (Real Madrid)
- Supercupsieger (3): 2020, 2022, 2024 (ohne Einsatz)

England
- Meister: 2015, 2017
- Pokalsieger: 2018
- Ligapokalsieger: 2015

### Individuelle Auszeichnungen
- IFFHS-Welttorhüter des Jahres: 2018, 2022
- Jaschin-Trophäe („Welttorhüter des Jahres“): 2022
- FIFA-Welttorhüter des Jahres: 2018
- Nominierung für den Ballon d’Or: 2022 (7. Platz)
- Belgischer Sportler des Jahres: 2014
- Goldener Handschuh als bester Torhüter der WM: WM 2018
- Belgischer Torhüter des Jahres: 2011[8]
- Zamora-Trophäe: 2013, 2014, 2020
- Spieler des Monats der Primera División: Januar 2020 und Februar 2022
- Man of the Match im UEFA-Champions-League-Finale 2022

## Privat
Thibaut Courtois ist der Bruder der ehemaligen Volleyballspielerin Valérie Courtois.
Er war mit Caroline Lijnen liiert. Zuvor war die Belgierin mit Courtois’ Teamkollegen aus der Nationalmannschaft Kevin De Bruyne zusammen. Während sie öffentlich noch mit De Bruyne in einer Beziehung war, führte sie eine Affäre mit dem Torhüter. Dieses Ereignis beeinträchtigte das Verhältnis der beiden Fußballer, die sich inzwischen aber wieder gut verstehen.